# Rīgas FS
El Rīgas Futbola skola es un club de fútbol femenino de la ciudad de Riga,  es la rama femenina del FK RFS y juega en la Liga Femenina de Letonia, máxima categoría del fútbol femenino en el país.

## Palmarés
- Liga Femenina de Letonia (8): 2013, 2014,[1] 2015,[2] 2016, 2017, 2018, 2020, 2021.
- Copa Femenina de Letonia (5:): 2014, 2015, 2016, 2017, 2018.